# Sabrina Schlauer
Sabrina Schlauer (* 4. Januar 1998 in Leoben) ist eine österreichische Eishockeyspielerin.

## Karriere
Im Alter von drei Jahren stand Sabrina Schlauer das erste Mal auf dem Eis und schoss während ihres ersten Turniers ihr erstes Tor. Ihre Karriere begann Schlauer beim Leobner Eishockeyverein und spielte im Alter von 5 Jahren bereits in der Steirischen U10-Liga. Im Alter von 13 Jahren erhielt sie ihre erste Berufung für das österreichische U15-Nationalteam.
Im November 2010, im Alter von 12 Jahren, gab Schlauer ihr Debüt in der österreichischen Dameneishockey-Bundesliga für die Neuberg Highlanders und erzielte 3 Tore und 2 Vorlagen.
In der Saison 2011/12 gewann sie mit ihrer Mannschaft den Meistertitel der Dameneishockey-Bundesliga. Zudem wurde sie Topscorer und beste Vorlagengeberin der zweiten Mannschaft des Vereins, die die Meisterschaft der 2. Bundesliga gewann.
Außerdem betrieb Schlauer Motocross im Sport- und Freizeitpark Pyhra.